# Kartoffel (Slang)
Kartoffel ist eine ethnophaulistische Slangbezeichnung für Deutsche (ähnlich wie „Alman“) im interkulturellen Zusammenhang. Sie wird zur Beleidigung verwendet, kann aber auch humorvoll gemeint sein oder als Selbstbezeichnung fungieren.

## Begriffsverwendung und -geschichte
Die abwertende Verwendung des Wortes Kartoffel für Menschen ist keine Erscheinung des 21. Jahrhunderts; bereits seit den 1960er Jahren wurde „Kartoffelfresser“ in der Bundesrepublik Deutschland insbesondere von italienischen Gastarbeitern als Pendant zu ernährungsbezogenen Bezeichnungen wie „Spaghettifresser“ benutzt. Für das 19. Jahrhundert benennt das Deutsche Wörterbuch der Brüder Grimm von 1873 „mancherlei scherz“, der mit der Bezeichnung Kartoffel getrieben wurde, etwa mit den „Kartoffelsachsen“ in den Herzogtümern oder den Bewohnern des Erzgebirges (damals das Armenhaus Deutschlands genannt), die man „Kartoffelwänste“ nannte, „weil die kartoffeln oft ihre einzige nahrung sind“.
Heute wird der Begriff Kartoffel in unterschiedlicher Auslegung als Bezeichnung des Deutschen an sich verwendet. Als Stereotyp für Deutsche wird er in multikulturellen Zusammenhängen oft als Schimpfwort eingestuft, mit dem Deutsche herabgesetzt oder beleidigt werden sollen. Die Bezeichnung lässt sich auf das Vorurteil zurückführen, wonach Deutsche überdurchschnittlich viel und häufig Kartoffeln verzehren. Diese klischeehafte Annahme erweist sich nur bedingt als richtig, wie der EU-weite Vergleich zum Pro-Kopf-Verbrauch von Kartoffeln zeigt. Deutschland liegt der Studie zufolge im unteren Mittelfeld.
Der Ausdruck kann somit auch als Reaktion auf andere rassistische Schimpfworte wie „Kümmeltürke“ oder „Spaghettifresser“ verstanden werden und folgt dem Muster, Essgewohnheiten als Teil der eigenen Identität und als Abgrenzungsfeld gegenüber anderen Gruppen zu verwenden. In multiethnischen Kontexten dient der Begriff auch zur Abgrenzung zwischen „Deutschen“ und „Ausländern“. Andererseits wird Kartoffel auch als humorvolle gegenseitige Bezeichnung in der Jugend- und Alltagssprache oder in Medien aufgegriffen. So wird der Begriff etwa in der ersten Folge Türkisch für Anfänger (2006) verwendet, in der die Figur Cem die deutschstämmigen Protagonisten Lena und Nils mit den Worten: „Na ihr Kartoffeln“ begrüßt.
Zuletzt kann Kartoffel auch als Selbstbezeichnung mit positiver oder ironischer Bedeutung genutzt werden, beispielsweise innerhalb der Hip-Hop-Szene und als positive Aneignung durch die ursprünglich so beschimpfte Gruppe. Eine ähnliche Entwicklung zum Geusenwort hat der Begriff Biodeutsch erfahren.
Nicht zu verwechseln ist die Bezeichnung „Kartoffel“ mit dem Ausdruck Kartoffeldeutsche, der für die in Süd- und Mitteljütland eingewanderten deutschstämmigen Familien verwendet werden kann. Im dänischen Slang wird die Bezeichnung „Kartoffel“ allerdings auch von Jugendlichen für Angehörige der dänischen Mehrheitsgesellschaft verwendet.

## Kontroversen

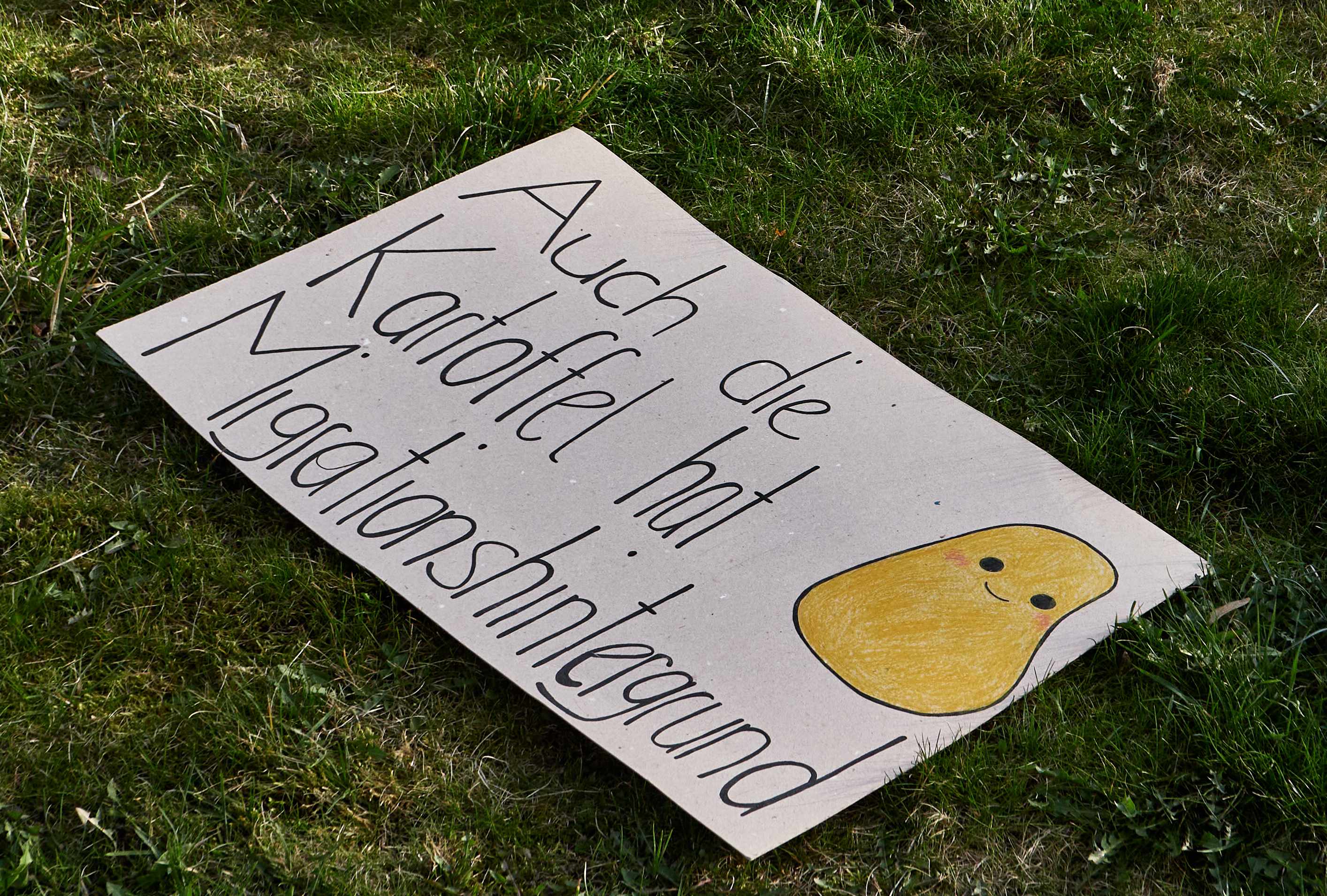
Protestschild „Auch die Kartoffel hat Migrationshintergrund“ bei einer Demonstration nach dem Treffen von Rechtsextremisten in Potsdam 2023 in Zeitz 2024

Die Bezeichnung „Kartoffel“ spielte in Debatten um eine umstrittene Deutschenfeindlichkeit oder der Kritik an einer Stereotypisierung von Deutschen eine Rolle. Als Deutschenfeindlichkeit bezeichnete beispielsweise im Jahr 2010 die damalige Familienministerin Kristina Schröder in einem Interview in der ARD ein Problem, das sich auch darin äußere, wenn vor allem Kinder und Jugendliche als „deutsche Kartoffel“ oder „deutsche Schlampe“ bezeichnet würden. Auch solche Beleidigungen seien eine Form von Rassismus. Der Berliner Innensenator Ehrhart Körting und Grünenchef Cem Özdemir forderten als Reaktion darauf ein konsequentes Einschreiten gegen solche Verhaltensweisen, der Grünen-Politiker Sven-Christian Kindler bezeichnete Schröders Äußerungen dagegen als „pseudowissenschaftliche[n], gefährliche[n] Quatsch“.
Julian Reichelt wurde im Jahr 2018 von dem Verein der „Neuen deutschen Medienmacher“ für den Preis der „Goldenen Kartoffel“ nominiert, um die „unterirdische Berichterstattung“ der Bild-Zeitung über die Einwanderungsgesellschaft zu würdigen. Er lehnte den Preis daraufhin ab und begründete dies unter anderem mit der Aussage, Kartoffel sei auf Schulhöfen mittlerweile eine „Beschimpfung geworden, die sich tatsächlich auf Rasse und Herkunft bezieht und das ist in keiner Weise liebevoll gemeint“.
Der Begriff tauchte auch in der Diskussion um die Probleme der deutschen Fußballnationalmannschaft nach dem frühzeitigen Ausscheiden bei der Weltmeisterschaft 2018 auf. Laut einem Spiegel-Artikel soll es im deutschen Team eine Trennlinie zwischen selbsternannten „Kanaken“, zu denen neben Spielern mit Migrationshintergrund, wie u. a. Jérôme Boateng und Mesut Özil, auch Julian Draxler gehört habe, und „typischen Deutschen“, wie Thomas Müller oder Mats Hummels, gegeben haben. Der Unterschied zwischen diesen Gruppen habe vor allem im Lebensstil der Spieler bestanden, so hätten sich die extravaganter lebenden „Kanaken“ bisweilen über den Lebensstil der „Kartoffeln“ lustig gemacht. Der Nationalspieler İlkay Gündoğan und der bis 2017 im DFB-Team aktive Lukas Podolski erwiderten in Reaktion auf diese Berichterstattung, Sprüche untereinander seien stets als Spaß zu verstehen gewesen.
Der Satiriker Jan Böhmermann thematisierte in der Ausgabe seiner Fernsehsendung Neo Magazin Royale im April 2019 den hohen Anteil männlicher und deutscher Autoren ohne Migrationshintergrund in der deutschsprachigen Wikipedia. Er sagte: „Jeder kann Artikel schreiben, […] jede männliche deutsche Kartoffel aus biodeutschem Anbau jedenfalls“. Böhmermann rief daraufhin zur Erstellung eines Artikels zum Lemma „Kartoffel“ auf. Er wolle so überprüfen, ob der Artikel in der Wikipedia Bestand haben würde, deren Autoren der Begriff beleidige.
Im Januar 2020 schlug die Kolumnistin Ferda Ataman in einer Spiegel-Kolumne den Begriff „Kartoffel“ für Deutsche ohne Migrationshintergrund vor, was weite Diskussionen hervorrief. Ahmad Mansour warf Ferda Ataman vor, es gehe ihr um „Ideologie und wenig um den Abbau von Rassismus oder Diskriminierung“, und beklagte sich über ihr „abstruses Weltbild“.
Im Juni 2021 geriet die Bundeszentrale für politische Bildung für einen Post auf Instagram in die Kritik, der den Begriff „Süßkartoffel“ in der Bedeutung „Verbündeter von Nichtweißen“ von Mohamed Amjahid zitiert. Nach einem Bericht der Bild-Zeitung hatten verschiedene Politiker die Bundeszentrale kritisiert, da sie sich damit auf den abwertenden Begriff „Kartoffel“ bezog. Der Sprecher des Bundesinnenministeriums Steve Alter sagte, die Auseinandersetzung mit Rassismus dürfe nicht so geführt werden, dass andere Gruppen ausgegrenzt, diskriminiert oder herabgewürdigt würden. Die Schauspielerin und Kabarettistin İdil Baydar hatte den Begriff mit ihrer Kunstfigur Jilet Ayşe geprägt. Sie verwendet den Begriff Süßkartoffel als Anerkennung für „Kartoffeln“ mit wünschenswertem Verhalten.

## Verwendung in der Musik
Auch im Deutschrap und im deutschsprachigen Punk findet der Ausdruck „Kartoffel“ als Bezeichnung für Deutsche in Songtexten Verwendung. Nachfolgend einige Beispiele:
- 187 Strassenbande – „Ein Code“ (Album Der Sampler II) – Liedzeile: „Und auch Kartoffeln, die Kanacken beschützen“[28]
- Akne Kid Joe – Kartoffel (Album Karate Kid Joe) – Liedzeile: „Heute ein Deutscher, morgen ein Rassist, im Geist eine Kartoffel, du bist was du isst“[29]
- Ali As feat. Pretty Mo – „Deutscher / Ausländer“ (Album Amnesia) – Liedzeile: „Ey, du Kartoffel, was läuft?“[30]
- Audio88 & Yassin – „Schellen“ (Album Halleluja) – Liedzeile: „Das wird man ja noch sagen dürfen, als ein stolzer Sack Kartoffeln“[31]
- Egotronic feat. Emilie Krawall – „An die Wand“ (Album Keine Argumente) – Liedzeile: „Wir stell’n ganz Deutschland an die Wand, jetzt sind mal die Kartoffeln dran“[32]
- Eko Fresh – „Die Abrechnung“ (Album German Dream Allstars) – Liedzeile: „Und jetzt dieser Fler, du fette Kartoffel komm ein bisschen näher“[33]
- Fler – „Schrei nach Liebe“ – Liedzeile: „Du redest von Kartoffeln, man merkt, dass du ein Bauer bist“[34]
- Jan Delay – „Kartoffeln“ (Album Mercedes-Dance) – Liedzeile: „Ich bin 'ne Kartoffel und ich bin cool damit“[35]
- JAW – „Fremdkörper“ (Album Die unerträgliche Dreistigkeit des Seins) – Liedzeile: „Denn für deutsche Kartoffeln ist dieser Swag nicht umsonst“[36]
- KC Rebell feat. Kool Savas – „Spiegel“ (Album Abstand) – Liedzeile: „wo sie meinten: ‚Entscheide dich! Kartoffel oder Kanake?‘“